# ماکسیم زیوزین
ماکسیم زیوزین (روسی: Максим Анатольевич Зюзин؛ زادهٔ ۹ اوت ۱۹۸۶) ورزشکار اهل روسیه است.